# Йоганн Шальк
Йоганн «Ганс» Шальк (нім. Johann „Hans“ Schalk; 13 вересня 1903, Кремс-ан-дер-Донау — 9 листопада 1987, Ґрац) — австрійський і німецький льотчик-ас, оберст люфтваффе (10 червня 1942). Кавалер Лицарського хреста Залізного хреста.

## Біографія
В 1922 році вступив в австрійську армію. В 1928 році розпочав льотну підготовку, в серпні 1933 року призначений командиром 1-ї винищувальної групи. Після аншлюсу автоматично перейшов у люфтваффе. З 1 серпня 1938 року — командир 4-ї групи 134-ї винищувальної ескадри, потім — 3-ї групи 26-ї важкої винищувальної ескадри. Учасник Французької кампанії і битви за Британію. З 1 жовтня 1940 року — командир своєї ескадри. Учасник Балканської кампанії (під час якої пілоти ескадри знищили 61 грецький літак на землі), боїв за Крит і Німецько-радянської війни. До 15 вересня 1941 року пілоти Шалька знищили 1 006 радянських літаків (з них близько 250 в повітряних боях), понад 1 200 вантажівок, 120 локомотивів, 40 танків і 50 артилерійських батарей. З 1 жовтня 1941 року — командир 3-ї, з 24 вересня 1943 року — 4-ї нічної винищувальної ескадри. З 1 жовтня 1943 року — керівник винищувальної авіації Німецької бухти, з 21 січня 1944 року— ділянки оборони в Данії.
Всього за час бойових дій здійснив 163 бойових вильоти і збив 15 ворожих літаків (з них 4 радянських).

## Нагороди
- Медаль «За вислугу років у Вермахті» 4-го, 3-го і 2-го класу (18 років)
- Нагрудний знак пілота
- Залізний хрест 2-го і 1-го класу
- Почесний Кубок Люфтваффе (21 серпня 1940) — перший нагороджений.
- Лицарський хрест Залізного хреста (5 вересня 1940)
- Авіаційна планка винищувача в золоті
- Нагрудний знак «За поранення» в сріблі